# Dixième circonscription des Hauts-de-Seine
La dixième circonscription des Hauts-de-Seine est l'une des 13 circonscriptions législatives françaises que compte le département des Hauts-de-Seine (92) situé en région Île-de-France. Elle concentre les villes de Vanves, Issy-Les-Moulineaux-Ouest et Boulogne-Billancourt-Sud.

## Description géographique et démographique

### De 1958 à 1967
La Trente-deuxième circonscription de la Seine était composée du canton de Boulogne-Billancourt.
(Réf. Journal Officiel du 14-15 octobre 1958).

### De 1967 à 1986
La Trente-deuxième circonscription de la Seine devient la Dixième circonscription des Hauts-de-Seine.

### Depuis 1988
La dixième circonscription des Hauts-de-Seine est délimitée par le découpage électoral de la loi n°86-1197 du 24 novembre 1986, elle regroupe les quatre divisions administratives suivantes :
- ancien canton de Boulogne-Billancourt-Sud (partie non comprise dans la 9e circonscription)
- ancien canton de Vanves
- ancien canton d'Issy-les-Moulineaux-Est
- ancien canton d'Issy-les-Moulineaux-Ouest comprenant les bureaux de vote no 27 à 32 de Meudon (partie nord-est de Meudon non comprise dans la 8e circonscription)[3].

D'après le recensement général de la population en 1999, réalisé par l'Institut national de la statistique et des études économiques (INSEE), la population totale de cette circonscription est estimée à 95 399 habitants,.
En 2008, la population est estimée à 108 376.

La dixième circonscription en 1967.
La dixième circonscription en 1986.

## Historique des députations

### De 1958 à 1967 (Trente-deuxième circonscription de laSeine)
| Législature | Début de mandat | Fin de mandat  | N° | Député            | Parti politique | Observations |
| Ième        | 9 décembre 1958 | 9 octobre 1962 | 1  | André Roulland    | UNR             | Mandat écourté à la suite d'une dissolution parlementaire décidée par le Président de la République Charles de Gaulle             |
| IIème       | 6 décembre 1962 | 1 fevrier 1965 | 2  | Alphonse Le Gallo | SFIO            | Mandat écourté par son décès. |
| IIème       | 19 février 1965 | 2 avril 1967   | 3  | Georges Germain   | SFIO            | Aprés la fin de son mandat, la Trente-deuxième circonscription de la Seine devient la Dixième circonscription des Hauts-de-Seine. |

### Depuis 1967 (Dixième circonscription desHauts-de-Seine)
| Législature | Début de mandat  | Fin de mandat    | N°  | Député              | Parti politique | Observations |
| IIIème      | 3 avril 1967     | 5 mai 1967       | 4   | Georges Gorse       | UDR             | Nommé au poste de ministre de l'information. Son suppléant, Hubert Balança, le remplace. |
| IIIème      | 5 mai 1967       | 30 mai 1968      | 5   | Hubert Balança      | UDR             | Mandat écourté à la suite d'une dissolution parlementaire décidée par le Président de la République Charles de Gaulle |
| IVème       | 11 juillet 1968  | 1er avril 1973   | (4) | Georges Gorse       | UDR             | |
| Vème        | 2 avril 1973     | 7 mai 1973       | (4) | Georges Gorse       | UDR             | Nommé au poste de ministre du travail, de l'emploi, et de la population. Son suppléant, Paul Graziani, le remplace. |
| Vème        | 7 mai 1973       | 2 avril 1978     | 6   | Paul Graziani       | UDR             | |
| VIème       | 3 avril 1978     | 22 mai 1981      | (4) | Georges Gorse       | RPR             | Mandat écourté à la suite d'une dissolution parlementaire décidée par le Président de la République François Mitterrand |
| VIIème      | 2 juillet 1981   | 1er avril 1986   | (4) | Georges Gorse       | RPR             | |
| VIIIème     | 2 avril 1986     | 14 mai 1988      | -   | Aucun               | Aucun           | Proportionnelle par département, pas de député par circonscription. Mandat écourté à la suite d'une dissolution parlementaire décidée par le Président de la République François Mitterrand. Georges Gorse est élu député pour le quatrième fois mais il n'est de fait pas associé a cette circonscription |
| IXème       | 23 juin 1988     | 1er avril 1993   | 7   | André Santini ,     | UDF-PSD ,       | |
| Xème        | 2 avril 1993     | 21 avril 1997    | 7   | André Santini ,     | UDF-PSD ,       | Mandat écourté à la suite d'une dissolution parlementaire décidée par le Président de la République Jacques Chirac. |
| XIème       | 12 juin 1997     | 18 juin 2002     | 7   | André Santini ,     | UDF-FD          | |
| XIIème      | 19 juin 2002     | 19 juin 2007     | 7   | André Santini ,     | UDF,            | |
| XIIIème     | 20 juin 2007     | 20 juillet 2007  | 7   | André Santini ,     | NC              | Nommé secretaire d'état de la fonction publique au gouvernement. Son suppléant, Frédéric Lefebvre, le remplace. |
| XIIIème     | 20 juillet 2007  | 24 juillet 2009  | 8   | Frédéric Lefebvre   | UMP             | Est remplacé par André Santini lorsque celui-ci reprend ses fonctions de députés. |
| XIIIème     | 24 juillet 2009  | 19 juin 2012     | (7) | André Santini       | NC              | |
| XIVème      | 26 juin 2012     | 20 juin 2017     | (7) | André Santini       | FED             | |
| XVème       | 21 juin 2017     | 16 novembre 2018 | 9   | Gabriel Attal       | LREM            | Nommé au gouvernement. Sa suppléante, Florence Provendier, le remplace. |
| XVème       | 16 novembre 2018 | 21 juin 2022     | 10  | Florence Provendier | LREM            | |
| XVIème      | 22 juin 2022     | 22 juillet 2022  | (9) | Gabriel Attal       | LREM            | Nommé au gouvernement. Sa suppléante Claire Guichard le remplace |
| XVIème      | 23 juillet 2022  | 9 juin 2024      | 11  | Claire Guichard     | LREM            | Mandat écourté à la suite d'une dissolution parlementaire décidée par Emmanuel Macron. |

## Historique des élections

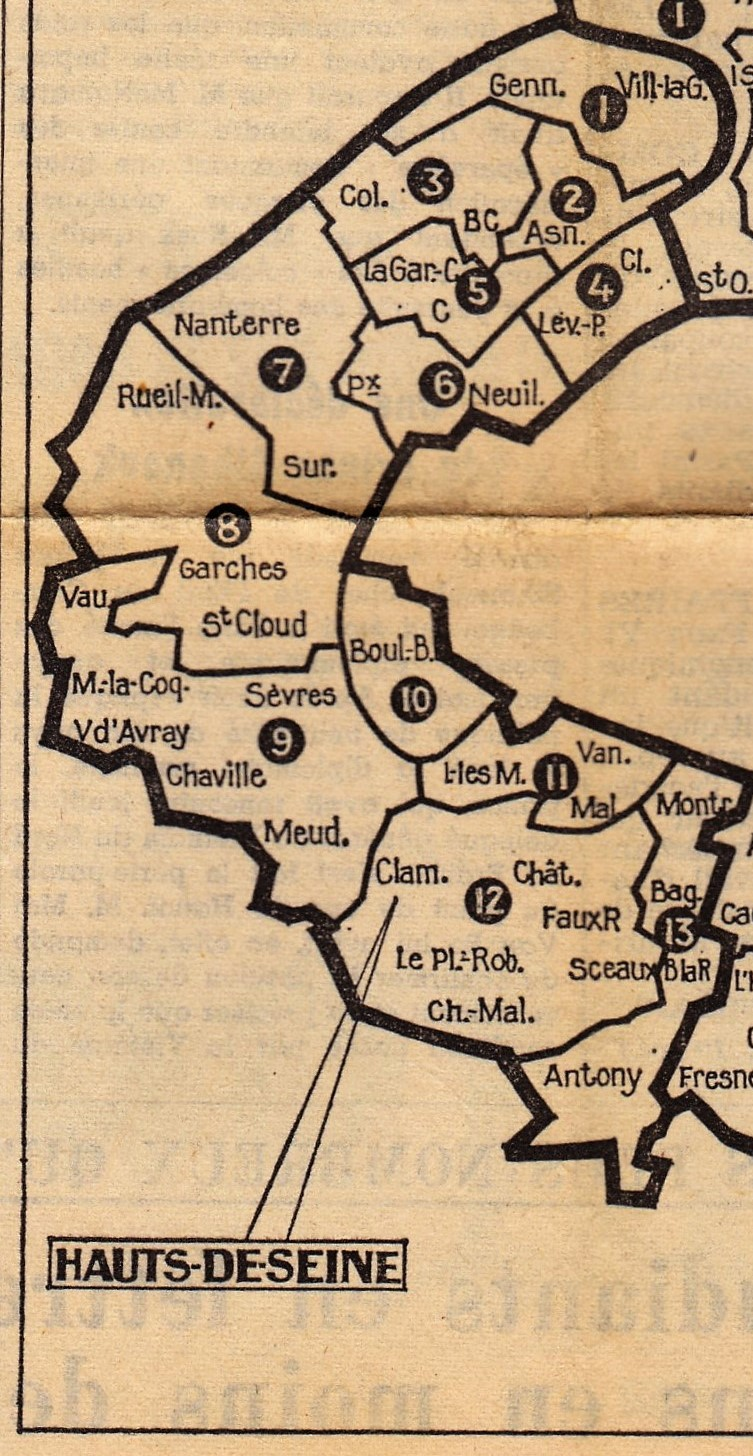
Circonscriptions électorales du département des Hauts de Seine de 1967 à 1981.

### Élections de 1967
| Candidat       | Candidat          | Parti          | Premier tour | Premier tour | Second tour | Second tour |  |
| Candidat       | Candidat          | Parti          | Voix         | %            | Voix        | %           |  |
| -------------- | ----------------- | -------------- | ------------ | ------------ | ----------- | ----------- |  |
|                | Georges Gorse élu | UD-Ve          | 18 041       | 35,96        | 22 962      | 47,21       |  |
|                | Émile Clet        | PCF            | 11 826       | 23,57        | 19 552      | 40,2        |  |
|                | Georges Germain   | SFIO (FGDS)    | 7 944        | 15,83        | Retrait     | Retrait     |  |
|                | Jacques Dubois    | CD (PDM)       | 6 371        | 12,7         | 6 119       | 12,58       |  |
|                | Albert Agogué     | Divers gauche  | 4 511        | 8,99         |             |             |  |
|                | Jean d'Ersu       | Modérés        | 1 483        | 2,96         |             |             |  |
|                |                   |                |              |              |             |             |  |
| Inscrits       | Inscrits          | Inscrits       | 63 438       | 100,00       | 63 454      | 100,00      |  |
| Abstentions    | Abstentions       | Abstentions    | 12 624       | 19,9         | 13 915      | 21,93       |  |
| Votants        | Votants           | Votants        | 50 814       | 80,1         | 49 539      | 78,07       |  |
| Blancs et nuls | Blancs et nuls    | Blancs et nuls | 638          | 1,26         | 906         | 1,83        |  |
| Exprimés       | Exprimés          | Exprimés       | 50 176       | 98,74        | 48 633      | 98,17       |  |

Georges Gorse, nommé membre du gouvernement, fut remplacé par son suppléant Hubert Balança du 8 mai 1967 au 30 mai 1967.

### Élections de 1968
| Candidat       | Candidat                    | Parti          | Premier tour | Premier tour | Second tour | Second tour |  |
| Candidat       | Candidat                    | Parti          | Voix         | %            | Voix        | %           |  |
| -------------- | --------------------------- | -------------- | ------------ | ------------ | ----------- | ----------- |  |
|                | Georges Gorse sortant réélu | UDR (URP)      | 20 028       | 42,35        | 22 250      | 49,67       |  |
|                | Émile Clet                  | PCF            | 10 183       | 21,53        | 14 936      | 33,34       |  |
|                | Jacques Dubois              | CD (PDM)       | 7 648        | 16,17        | 7 612       | 16,99       |  |
|                | Pierre Naudet               | Radical (FGDS) | 3 172        | 6,71         |             |             |  |
|                | Hubert Prévot               | PSU            | 2 833        | 5,99         |             |             |  |
|                | Yves-Albert Kahouadji       | diss. SFIO     | 2 174        | 4,6          |             |             |  |
|                | Hervé de Truchis            | TD             | 1 259        | 2,66         |             |             |  |
|                |                             |                |              |              |             |             |  |
| Inscrits       | Inscrits                    | Inscrits       | 61 264       | 100,00       | 61 266      | 100,00      |  |
| Abstentions    | Abstentions                 | Abstentions    | 13 589       | 22,18        | 15 958      | 26,05       |  |
| Votants        | Votants                     | Votants        | 47 675       | 77,82        | 45 308      | 73,95       |  |
| Blancs et nuls | Blancs et nuls              | Blancs et nuls | 378          | 0,79         | 510         | 1,13        |  |
| Exprimés       | Exprimés                    | Exprimés       | 47 297       | 99,21        | 44 798      | 98,87       |  |

Le suppléant de Georges Gorse était Paul Graziani, conseiller général de Boulogne-Billancourt.

### Élections de 1973
| Candidat       | Candidat                    | Parti          | Premier tour | Premier tour | Second tour | Second tour |  |
| Candidat       | Candidat                    | Parti          | Voix         | %            | Voix        | %           |  |
| -------------- | --------------------------- | -------------- | ------------ | ------------ | ----------- | ----------- |  |
|                | Georges Gorse sortant réélu | UDR (URP)      | 19 680       | 41,38        | 26 639      | 59,39       |  |
|                | Émile Clet                  | PCF            | 9 604        | 20,2         | 18 219      | 40,61       |  |
|                | Claude-Gérard Louf          | Rad (MR)       | 7 345        | 15,44        | Retrait     | Retrait     |  |
|                | Robert Lucente              | PS (UGSD)      | 6 726        | 14,14        | Retrait     | Retrait     |  |
|                | André Barjonet              | PSU            | 1 988        | 4,18         |             |             |  |
|                | Jean-Marc Delaye            | FN             | 1 233        | 2,59         |             |             |  |
|                | Jean-Claude Hamon           | LO             | 823          | 1,73         |             |             |  |
|                | Pierre-Marie Guastavino     | Divers droite  | 148          | 0,31         |             |             |  |
|                | M. Drault                   | Divers         | 9            | 0,02         |             |             |  |
|                |                             |                |              |              |             |             |  |
| Inscrits       | Inscrits                    | Inscrits       | 60 655       | 100,00       | 60 656      | 100,00      |  |
| Abstentions    | Abstentions                 | Abstentions    | 12 491       | 20,59        | 13 140      | 21,66       |  |
| Votants        | Votants                     | Votants        | 48 164       | 79,41        | 47 516      | 78,34       |  |
| Blancs et nuls | Blancs et nuls              | Blancs et nuls | 608          | 1,26         | 2 658       | 5,59        |  |
| Exprimés       | Exprimés                    | Exprimés       | 47 556       | 98,74        | 44 858      | 94,41       |  |

Georges Gorse, nommé membre du gouvernement, fut remplacé par son suppléant Paul Graziani du 6 mai 1973 au 2 avril 1978.

### Élections de 1978
| Candidat       | Candidat                    | Parti          | Premier tour | Premier tour | Second tour | Second tour |  |
| Candidat       | Candidat                    | Parti          | Voix         | %            | Voix        | %           |  |
| -------------- | --------------------------- | -------------- | ------------ | ------------ | ----------- | ----------- |  |
|                | Georges Gorse sortant réélu | RPR            | 22 545       | 45,06        | 31 019      | 62,98       |  |
|                | Bernard Pibouin             | PS             | 9 084        | 18,16        | 18 232      | 37,02       |  |
|                | Aimé Halbeher               | PCF            | 7 431        | 14,85        |             |             |  |
|                | Hugues Sirven-Viénot        | UDF (PR)       | 6 566        | 13,12        |             |             |  |
|                | Thierry Le Dorze            | Écologie 78    | 2 564        | 5,13         |             |             |  |
|                | Isabelle Chomel de Varagnes | PFN            | 627          | 1,25         |             |             |  |
|                | Jean-Claude Chaillou        | PSU (FA)       | 464          | 0,93         |             |             |  |
|                | Michel de Pierrepont        | LO             | 435          | 0,87         |             |             |  |
|                | Didier Coulais              | FN             | 313          | 0,63         |             |             |  |
|                |                             |                |              |              |             |             |  |
| Inscrits       | Inscrits                    | Inscrits       | 64 453       | 100,00       | 64 454      | 100,00      |  |
| Abstentions    | Abstentions                 | Abstentions    | 13 908       | 21,58        | 14 283      | 22,16       |  |
| Votants        | Votants                     | Votants        | 50 545       | 78,42        | 50 171      | 77,84       |  |
| Blancs et nuls | Blancs et nuls              | Blancs et nuls | 516          | 1,02         | 920         | 1,83        |  |
| Exprimés       | Exprimés                    | Exprimés       | 50 029       | 98,98        | 49 251      | 98,17       |  |

Le suppléant de Georges Gorse était Paul Graziani.

### Élections de 1981
|                | Georges Gorse sortant réélu | RPR (UNM)      | 25 713 | 60,47  |  |  |  |
|                | Jacques Bahry               | PS             | 12 154 | 28,58  |  |  |  |
|                | Aimé Halbeher               | PCF            | 3 416  | 8,03   |  |  |  |
|                | Jacques Magagnosc           | PSU            | 618    | 1,45   |  |  |  |
|                | Alix Gobry                  | Divers droite  | 312    | 0,73   |  |  |  |
|                | Jean-Claude Hamon           | LO             | 309    | 0,73   |  |  |  |
|                |                             |                |        |        |  |  |  |
| Inscrits       | Inscrits                    | Inscrits       | 63 178 | 100,00 |  |  |  |
| Abstentions    | Abstentions                 | Abstentions    | 20 263 | 32,07  |  |  |  |
| Votants        | Votants                     | Votants        | 42 915 | 67,93  |  |  |  |
| Blancs et nuls | Blancs et nuls              | Blancs et nuls | 393    | 0,92   |  |  |  |
| Exprimés       | Exprimés                    | Exprimés       | 42 522 | 99,08  |  |  |  |

Le suppléant de Georges Gorse était Paul Graziani.

### Élections de 1988
| Candidat       | Candidat               | Parti           | Premier tour | Premier tour | Second tour | Second tour |  |
| Candidat       | Candidat               | Parti           | Voix         | %            | Voix        | %           |  |
| -------------- | ---------------------- | --------------- | ------------ | ------------ | ----------- | ----------- |  |
|                | André Santini élu      | UDF (PSD) (URC) | 15 063       | 44,95        | 18 607      | 52,3        |  |
|                | Michel Margnes sortant | PS              | 12 070       | 36,02        | 16 970      | 47,7        |  |
|                | Nicole Dorlin          | FN              | 3 215        | 9,59         |             |             |  |
|                | Claude Jaguelin        | PCF             | 3 161        | 9,43         |             |             |  |
|                |                        |                 |              |              |             |             |  |
| Inscrits       | Inscrits               | Inscrits        | 51 533       | 100,00       | 51 522      | 100,00      |  |
| Abstentions    | Abstentions            | Abstentions     | 17 563       | 34,08        | 15 225      | 29,55       |  |
| Votants        | Votants                | Votants         | 33 970       | 65,92        | 36 297      | 70,45       |  |
| Blancs et nuls | Blancs et nuls         | Blancs et nuls  | 461          | 1,36         | 720         | 1,98        |  |
| Exprimés       | Exprimés               | Exprimés        | 33 509       | 98,64        | 35 577      | 98,02       |  |

Le suppléant d'André Santini était Gérard Orillard, maire de Vanves, conseiller régional.

### Élections de 1993
| Candidat       | Candidat                    | Parti                      | Premier tour | Premier tour | Second tour | Second tour |  |
| Candidat       | Candidat                    | Parti                      | Voix         | %            | Voix        | %           |  |
| -------------- | --------------------------- | -------------------------- | ------------ | ------------ | ----------- | ----------- |  |
|                | André Santini sortant réélu | UDF (PSD)                  | 17 513       | 49,45        | 20 242      | 62,23       |  |
|                | Marlène Biton               | PS (ADFP)                  | 5 386        | 15,21        | 12 285      | 37,77       |  |
|                | Michel Dorlin               | FN                         | 3 793        | 10,71        |             |             |  |
|                | Didier Hervo                | Les Verts (EÉ)             | 3 143        | 8,87         |             |             |  |
|                | Jean-Yves Vasseur           | PCF                        | 2 454        | 6,93         |             |             |  |
|                | Raymond Deniau              | SÉGA                       | 1 039        | 2,93         |             |             |  |
|                | Jocelyne Walle              | LT-LNÉ                     | 620          | 1,75         |             |             |  |
|                | Annie Rieupet               | LO                         | 530          | 1,5          |             |             |  |
|                | Jean Peynaud                | Divers gauche (Maj. prés.) | 479          | 1,35         |             |             |  |
|                | Bruno Lardoux               | Divers gauche              | 237          | 0,67         |             |             |  |
|                | Jean-Charles Kermin         | PT                         | 224          | 0,63         |             |             |  |
|                |                             |                            |              |              |             |             |  |
| Inscrits       | Inscrits                    | Inscrits                   | 53 411       | 100,00       | 53 411      | 100,00      |  |
| Abstentions    | Abstentions                 | Abstentions                | 16 725       | 31,31        | 18 833      | 35,26       |  |
| Votants        | Votants                     | Votants                    | 36 686       | 68,69        | 34 578      | 64,74       |  |
| Blancs et nuls | Blancs et nuls              | Blancs et nuls             | 1 268        | 3,46         | 2 051       | 5,93        |  |
| Exprimés       | Exprimés                    | Exprimés                   | 35 418       | 96,54        | 32 527      | 94,07       |  |

Le suppléant d'André Santini était Didier Morin, maire de Vanves, conseiller régional.

### Élections de 1997
| Candidat       | Candidat                    | Parti          | Premier tour | Premier tour | Second tour | Second tour |  |
| Candidat       | Candidat                    | Parti          | Voix         | %            | Voix        | %           |  |
| -------------- | --------------------------- | -------------- | ------------ | ------------ | ----------- | ----------- |  |
|                | André Santini sortant réélu | UDF (FD)       | 14 427       | 41,76        | 20 031      | 56,22       |  |
|                | Guy Janvier                 | PS             | 8 258        | 23,9         | 15 600      | 43,78       |  |
|                | Axel Loustau                | FN             | 3 711        | 10,74        |             |             |  |
|                | Thierry Le Roy              | MDC            | 2 210        | 6,4          |             |             |  |
|                | Didier Hervo                | Les Verts      | 1 645        | 4,76         |             |             |  |
|                | Françoise Brunet            | LO             | 878          | 2,54         |             |             |  |
|                | Ginette Bertrand            | GÉ             | 805          | 2,33         |             |             |  |
|                | Xavier Daujon               | MPF (LDI)      | 740          | 2,14         |             |             |  |
|                | Frédéric Janvier            | Extrême droite | 652          | 1,89         |             |             |  |
|                | Raymond Deniau              | SÉGA           | 448          | 1,3          |             |             |  |
|                | Cyril Wellenstein           | US4J           | 397          | 1,15         |             |             |  |
|                | Philippe Crétet             | LCR            | 192          | 0,56         |             |             |  |
|                | Isabelle Vidal              | PT             | 182          | 0,09         |             |             |  |
|                | Valérie Bellaire            | Divers         | 1            | 0            |             |             |  |
|                |                             |                |              |              |             |             |  |
| Inscrits       | Inscrits                    | Inscrits       | 54 257       | 100,00       | 54 252      | 100,00      |  |
| Abstentions    | Abstentions                 | Abstentions    | 17 673       | 32,57        | 17 146      | 31,6        |  |
| Votants        | Votants                     | Votants        | 36 584       | 67,43        | 37 106      | 68,4        |  |
| Blancs et nuls | Blancs et nuls              | Blancs et nuls | 2 038        | 5,57         | 1 475       | 3,98        |  |
| Exprimés       | Exprimés                    | Exprimés       | 34 546       | 94,43        | 35 631      | 96,02       |  |

La suppléante d'André Santini était Isabelle Debré, conseillère municipale de Vanves.

### Élections de 2002
| Candidat       | Candidat                    | Parti            | Premier tour | Premier tour | Second tour | Second tour |  |
| Candidat       | Candidat                    | Parti            | Voix         | %            | Voix        | %           |  |
| -------------- | --------------------------- | ---------------- | ------------ | ------------ | ----------- | ----------- |  |
|                | André Santini sortant réélu | UDF              | 18 106       | 46,03        | 20 616      | 59,57       |  |
|                | Lucile Schmid               | PS               | 10 306       | 26,2         | 13 991      | 40,43       |  |
|                | Frédéric Rousset            | Divers droite    | 3 588        | 9,12         |             |             |  |
|                | Marcel Terret               | FN               | 2 465        | 6,27         |             |             |  |
|                | Suzanne Auger               | Les Verts        | 1 201        | 3,05         |             |             |  |
|                | Lysiane Alezard             | PCF              | 1 061        | 2,7          |             |             |  |
|                | Vanina Pietri               | Pôle républicain | 583          | 1,48         |             |             |  |
|                | Françoise Guyot             | LCR              | 492          | 1,25         |             |             |  |
|                | Julien Dufour               | Cap21            | 332          | 0,84         |             |             |  |
|                | Stanislas Makowka           | LT-LNÉ           | 287          | 0,73         |             |             |  |
|                | Laurence Viguié             | LO               | 244          | 0,62         |             |             |  |
|                | Christiane Néel             | MNR              | 201          | 0,51         |             |             |  |
|                | Michèle George              | Extrême gauche   | 160          | 0,41         |             |             |  |
|                | Stéphane Arydjian           | GÉ               | 139          | 0,35         |             |             |  |
|                | Jean-Charles Kermin         | PT               | 95           | 0,24         |             |             |  |
|                | Arnaud Tripet               | Divers gauche    | 78           | 0,2          |             |             |  |
|                | Paul Hossenlopp             | Divers           | 0            | 0            |             |             |  |
|                | Franck Lemonnier            | Divers           | 0            | 0            |             |             |  |
|                |                             |                  |              |              |             |             |  |
| Inscrits       | Inscrits                    | Inscrits         | 56 748       | 100,00       | 56 748      | 100,00      |  |
| Abstentions    | Abstentions                 | Abstentions      | 16 999       | 29,96        | 21 176      | 37,32       |  |
| Votants        | Votants                     | Votants          | 39 749       | 70,04        | 35 572      | 62,68       |  |
| Blancs et nuls | Blancs et nuls              | Blancs et nuls   | 411          | 1,03         | 965         | 2,71        |  |
| Exprimés       | Exprimés                    | Exprimés         | 39 338       | 98,97        | 34 607      | 97,29       |  |

La suppléante d'André Santini était Isabelle Debré, première adjointe au maire de Vanves. Isabelle Debré est élue Sénatrice le 26 septembre 2004.

### Élections de 2007
| Candidat       | Candidat                    | Parti          | Premier tour | Premier tour | Second tour | Second tour |  |
| Candidat       | Candidat                    | Parti          | Voix         | %            | Voix        | %           |  |
| -------------- | --------------------------- | -------------- | ------------ | ------------ | ----------- | ----------- |  |
|                | André Santini sortant réélu | UMP            | 25 596       | 46,18        | 20 741      | 55,9        |  |
|                | Lucile Schmid               | PS             | 10 596       | 25,41        | 16 366      | 44,1        |  |
|                | Christophe Ginisty          | UDF–MoDem      | 5 411        | 12,97        |             |             |  |
|                | Catherine Naviaux           | Les Verts      | 1 628        | 3,9          |             |             |  |
|                | Eugène Terret               | FN             | 1 027        | 2,46         |             |             |  |
|                | Lysiane Alezard             | PCF            | 903          | 2,17         |             |             |  |
|                | Nina Wouters                | LCR            | 767          | 1,84         |             |             |  |
|                | Alain Aripa                 | MPF            | 454          | 1,09         |             |             |  |
|                | Malek Hocini                | Divers         | 263          | 0,63         |             |             |  |
|                | Sabrina Binder              | Divers         | 242          | 0,58         |             |             |  |
|                | Laurence Viguié             | LO             | 204          | 0,49         |             |             |  |
|                | Philippe Bottet             | PT             | 135          | 0,32         |             |             |  |
|                | Valérie Drouet              | MNR            | 94           | 0,23         |             |             |  |
|                | Jean-Michel Venturini       | Divers         | 28           | 0,07         |             |             |  |
|                |                             |                |              |              |             |             |  |
| Inscrits       | Inscrits                    | Inscrits       | 66 488       | 100,00       | 66 489      | 100,00      |  |
| Abstentions    | Abstentions                 | Abstentions    | 24 177       | 36,36        | 28 266      | 42,51       |  |
| Votants        | Votants                     | Votants        | 42 311       | 63,64        | 38 223      | 57,49       |  |
| Blancs et nuls | Blancs et nuls              | Blancs et nuls | 603          | 1,43         | 1 116       | 2,92        |  |
| Exprimés       | Exprimés                    | Exprimés       | 41 708       | 98,57        | 37 107      | 97,08       |  |

### Élections de 2012
| Candidat       | Candidat                    | Parti          | Premier tour | Premier tour | Second tour | Second tour |  |
| Candidat       | Candidat                    | Parti          | Voix         | %            | Voix        | %           |  |
| -------------- | --------------------------- | -------------- | ------------ | ------------ | ----------- | ----------- |  |
|                | André Santini sortant réélu | NC (UMP)       | 19 098       | 44,01        | 22 202      | 53,26       |  |
|                | Lucile Schmid               | EÉLV (PS)      | 10 288       | 23,71        | 19 486      | 46,74       |  |
|                | Laurent Pieuchot            | diss. PS (MRC) | 6 514        | 15,01        |             |             |  |
|                | Sandrine Bunot              | FN (RBM)       | 2 361        | 5,44         |             |             |  |
|                | Lysiane Alézard             | PCF (FG) (PG)  | 2 304        | 5,31         |             |             |  |
|                | Fabienne Gambiez            | MoDem (CpF)    | 1 450        | 3,34         |             |             |  |
|                | Maxime Lacombe              | AÉI            | 403          | 0,93         |             |             |  |
|                | Gautier Knittel             | Pirate         | 360          | 0,83         |             |             |  |
|                | Véronique Berger            | PCD            | 359          | 0,83         |             |             |  |
|                | Vanessa Ronchini            | NPA            | 121          | 0,28         |             |             |  |
|                | Laurence Viguié             | LO             | 115          | 0,27         |             |             |  |
|                | Frédéric Hesse              | RIC            | 17           | 0,04         |             |             |  |
|                |                             |                |              |              |             |             |  |
| Inscrits       | Inscrits                    | Inscrits       | 71 749       | 100,00       | 71 749      | 100,00      |  |
| Abstentions    | Abstentions                 | Abstentions    | 27 826       | 38,78        | 29 119      | 40,58       |  |
| Votants        | Votants                     | Votants        | 43 923       | 61,22        | 42 630      | 59,42       |  |
| Blancs et nuls | Blancs et nuls              | Blancs et nuls | 533          | 1,21         | 942         | 2,21        |  |
| Exprimés       | Exprimés                    | Exprimés       | 43 390       | 98,79        | 41 688      | 97,79       |  |

### Élections de 2017
Les élections législatives françaises de 2017 ont eu lieu les dimanches 11 et 18 juin 2017.
|                                                                                |                                                                      |                           |                           |                          |                          |
|                                                                                |                                                                      | Premier tour 11 juin 2017 | Premier tour 11 juin 2017 | Second tour 18 juin 2017 | Second tour 18 juin 2017 |
|                                                                                |                                                                      |                           |                           |                          |                          |
|                                                                                |                                                                      | Nombre                    | % des inscrits            | Nombre                   | % des inscrits           |
| Inscrits                                                                       | Inscrits                                                             | 78 973                    | 100,00                    | 78 974                   | 100,00                   |
| Abstentions                                                                    | Abstentions                                                          | 33 742                    | 42,73                     | 40 926                   | 51,82                    |
| Votants                                                                        | Votants                                                              | 45 231                    | 57,27                     | 38 048                   | 48,18                    |
|                                                                                |                                                                      |                           | % des votants             |                          | % des votants            |
| Bulletins blancs                                                               | Bulletins blancs                                                     | 738                       | 1,63                      | 3 600                    | 9,46                     |
| Bulletins nuls                                                                 | Bulletins nuls                                                       | 56                        | 0,12                      | 288                      | 0,76                     |
| Suffrages exprimés                                                             | Suffrages exprimés                                                   | 44 437                    | 98,24                     | 34 160                   | 89,78                    |
|                                                                                |                                                                      |                           |                           |                          |                          |
| Candidat Étiquette politique (partis et alliances)                             | Candidat Étiquette politique (partis et alliances)                   | Voix                      | % des exprimés            | Voix                     | % des exprimés           |
|                                                                                |                                                                      |                           |                           |                          |                          |
|                                                                                | Gabriel Attal La République en marche                                | 19 572                    | 44,04                     | 20 818                   | 60,94                    |
|                                                                                | Jeremy Coste Union des démocrates et indépendants (Les Républicains) | 9 144                     | 20,58                     | 13 342                   | 39,06                    |
|                                                                                | Gérald Dahan La France insoumise                                     | 3 694                     | 8,31                      |                          |                          |
|                                                                                | Bertrand Soubelet Divers                                             | 2 743                     | 6,17                      |                          |                          |
|                                                                                | Thomas Puijalon Parti socialiste                                     | 2 399                     | 5,40                      |                          |                          |
|                                                                                | Pauline Couvent Europe Écologie Les Verts                            | 2 278                     | 5,13                      |                          |                          |
|                                                                                | Anne-Laure Maleyre Front national                                    | 1 556                     | 3,50                      |                          |                          |
|                                                                                | Boris Amoroz Parti communiste français                               | 568                       | 1,28                      |                          |                          |
|                                                                                | Marie-Thérèse Drelon Divers (Parti animaliste)                       | 529                       | 1,19                      |                          |                          |
|                                                                                | Anne-Violaine Vignon Divers droite (Parti chrétien-démocrate)        | 440                       | 0,99                      |                          |                          |
|                                                                                | Nicolas Moreau Divers gauche (Nouvelle Donne)                        | 365                       | 0,82                      |                          |                          |
|                                                                                | Philippine Cour Debout la France                                     | 336                       | 0,76                      |                          |                          |
|                                                                                | Stéphane Cros Divers (Union populaire républicaine)                  | 279                       | 0,63                      |                          |                          |
|                                                                                | Laurence Viguié Lutte ouvrière                                       | 179                       | 0,40                      |                          |                          |
|                                                                                | Messaoud Zazoun Divers (Allons enfants !)                            | 154                       | 0,35                      |                          |                          |
|                                                                                | Laurence Lecocq Divers (Parti du vote blanc)                         | 148                       | 0,33                      |                          |                          |
|                                                                                | Michel Fossaert Écologiste (Mouvement 100 %)                         | 53                        | 0,12                      |                          |                          |
| Source : Ministère de l'Intérieur - Dixième circonscription des Hauts-de-Seine |                                                                      |                           |                           |                          |                          |

### Élections de 2022
Les élections législatives françaises de 2022 ont eu lieu les dimanches 12 et 19 juin 2022.
|                                                                                |                                                                                 |                           |                           |                          |                          |
|                                                                                |                                                                                 | Premier tour 12 juin 2022 | Premier tour 12 juin 2022 | Second tour 19 juin 2022 | Second tour 19 juin 2022 |
|                                                                                |                                                                                 |                           |                           |                          |                          |
|                                                                                |                                                                                 | Nombre                    | % des inscrits            | Nombre                   | % des inscrits           |
| Inscrits                                                                       | Inscrits                                                                        | 79 526                    | 100,00                    | 79 543                   | 100,00                   |
| Abstentions                                                                    | Abstentions                                                                     | 35 089                    | 44,12                     | 36 933                   | 46,43                    |
| Votants                                                                        | Votants                                                                         | 44 437                    | 55,88                     | 42 610                   | 53,57                    |
|                                                                                |                                                                                 |                           | % des votants             |                          | % des votants            |
| Bulletins blancs                                                               | Bulletins blancs                                                                | 1 320                     | 1,66                      | 2 251                    | 2,83                     |
| Bulletins nuls                                                                 | Bulletins nuls                                                                  | 87                        | 0,11                      | 182                      | 0,23                     |
| Suffrages exprimés                                                             | Suffrages exprimés                                                              | 43 030                    | 54,11                     | 40 177                   | 50,51                    |
|                                                                                |                                                                                 |                           |                           |                          |                          |
| Candidat Étiquette politique (partis et alliances)                             | Candidat Étiquette politique (partis et alliances)                              | Voix                      | % des exprimés            | Voix                     | % des exprimés           |
|                                                                                |                                                                                 |                           |                           |                          |                          |
|                                                                                | Gabriel Attal* Ensemble                                                         | 20 679                    | 48,06                     | 24 047                   | 59,85                    |
|                                                                                | Cécile Soubelet Nouvelle Union populaire écologique et sociale Parti socialiste | 13 233                    | 30,75                     | 16 130                   | 40,15                    |
|                                                                                | Léa Bessières Reconquête                                                        | 3 055                     | 7,10                      |                          |                          |
|                                                                                | Hadrien Petit Rassemblement national                                            | 2 992                     | 6,95                      |                          |                          |
|                                                                                | Azedine El Bouzaidi Écologie au centre                                          | 1 338                     | 3,11                      |                          |                          |
|                                                                                | Alexis Escale Parti animaliste                                                  | 871                       | 2,02                      |                          |                          |
|                                                                                | Laurence Viguié Lutte ouvrière                                                  | 307                       | 0,71                      |                          |                          |
|                                                                                | Samir Amrani Union des démocrates musulmans français                            | 245                       | 0,57                      |                          |                          |
|                                                                                | Vanessa Ronchini Nouveau Parti anticapitaliste                                  | 172                       | 0,40                      |                          |                          |
|                                                                                | Edith Caberas Régionalistes                                                     | 138                       | 0,32                      |                          |                          |
| * Député sortant                                                               |                                                                                 |                           |                           |                          |                          |
| Source : Ministère de l'Intérieur - Dixième circonscription des Hauts-de-Seine |                                                                                 |                           |                           |                          |                          |

| Bureau                   | LO     | NPA      | NUPES    | PA     | UDMF   | EAC         | ENS   | RN    | REC       | SE      |
| Bureau                   | Viguié | Ronchini | Soubelet | Escale | Amrani | El Bouzaidi | Attal | Petit | Bessières | Caberas |
| ------------------------ | ------ | -------- | -------- | ------ | ------ | ----------- | ----- | ----- | --------- | ------- |
| Bureau                   |        |          |          |        |        |             |       |       |           |         |
| Total                    | 0,7    | 0,4      | 30,8     | 2      | 0,6    | 3,1         | 48,1  | 7     | 7,1       | 0,3     |
| Issy-les-Moulineaux      | 0,6    | 0,3      | 28,5     | 2      | 0,4    | 3           | 50,3  | 7     | 7,6       | 0,3     |
| Vanves                   | 0,8    | 0,4      | 37       | 1,8    | 0,4    | 3           | 43,8  | 6,6   | 6         | 0,3     |
| Boulogne-Billancourt-sud | 1,2    | 1        | 28,8     | 2,7    | 1,7    | 3,6         | 46,9  | 6,5   | 6,9       | 0,7     |
| Meudon-nord-est          | 0,6    | 0,4      | 29,8     | 1,8    | 0,9    | 3,7         | 46,8  | 8,1   | 7,6       | 0,2     |

| Localité                 | NUPES    | ENS   |
| Localité                 | Soubelet | Attal |
| ------------------------ | -------- | ----- |
| Localité                 |          |       |
| Total                    | 40,1     | 59,9  |
| Issy-les-Moulineaux      | 37,2     | 62,8  |
| Vanves                   | 46,4     | 53,6  |
| Boulogne-Billancourt-sud | 41       | 59    |
| Meudon-nord-est          | 39,9     | 60,1  |

### Élections de 2024
Les élections législatives françaises de 2024 se déroulent les dimanches 30 juin et 7 juillet 2024.
| Candidat                 | Candidat                     | Parti et coalition       | Nuance                   | Premier tour | Premier tour | Second tour | Second tour |
| Candidat                 | Candidat                     | Parti et coalition       | Nuance                   | Voix         | %            | Voix        | %           |
| ------------------------ | ---------------------------- | ------------------------ | ------------------------ | ------------ | ------------ | ----------- | ----------- |
|                          | Gabriel Attal                | RE (ENS)                 | ENS                      | 25 675       | 43,85        | 29 924      | 58,23       |
|                          | Cécile Soubelet              | PS (NFP)                 | UG                       | 20 806       | 35,53        | 21 466      | 41,77       |
|                          | Sébastien Laye               | RAD (RN)                 | UXD                      | 7 732        | 13,21        |             |             |
|                          | Clément Perrin               | LR                       | LR                       | 2 972        | 5,08         |             |             |
|                          | Herlander Ferreira do Amaral | REC                      | REC                      | 766          | 1,31         |             |             |
|                          | Laurence Viguié              | LO                       | DXG                      | 315          | 0,54         |             |             |
|                          | Béatrice Guillemet           | SE                       | DVG                      | 150          | 0,26         |             |             |
|                          | Nicolas Lemesle              | PLIB                     | DVD                      | 109          | 0,19         |             |             |
|                          | Esteban Ygouf                | SE                       | DVG                      | 28           | 0,05         |             |             |
|                          |                              |                          |                          |              |              |             |             |
| Votes valides            | Votes valides                | Votes valides            | Votes valides            | 58 553       | 98,14        | 51 390      | 93,35       |
| Votes blancs             | Votes blancs                 | Votes blancs             | Votes blancs             | 1 034        | 1,73         | 3 359       | 6,10        |
| Votes nuls               | Votes nuls                   | Votes nuls               | Votes nuls               | 76           | 0,13         | 299         | 0,54        |
| Total                    | Total                        | Total                    | Total                    | 80 243       | 100          | 80 263      | 100         |
| Abstention               | Abstention                   | Abstention               | Abstention               | 20 580       | 25,65        | 25 215      | 31,42       |
| Inscrits / participation | Inscrits / participation     | Inscrits / participation | Inscrits / participation | 59 663       | 74,35        | 55 048      | 68,58       |

| Bureau                   | LO     | NFP      | DNM       | DVG   | ENS   | LIB     | LR     | UXD  | REC      |
| Bureau                   | Viguié | Soubelet | Guillemet | Ygouf | Attal | Lemesle | Perrin | Laye | Ferreira |
| ------------------------ | ------ | -------- | --------- | ----- | ----- | ------- | ------ | ---- | -------- |
| Bureau                   |        |          |           |       |       |         |        |      |          |
| Total                    | 0,5    | 35,5     | 0,3       | 0,1   | 43,9  | 0,2     | 5,1    | 13,2 | 1,3      |
| Issy-les-Moulineaux      | 0,5    | 32,5     | 0,3       | 0     | 46,2  | 0,2     | 5,2    | 13,7 | 1,4      |
| Vanves                   | 0,7    | 41,9     | 0,3       | 0     | 39,9  | 0,2     | 4,2    | 12   | 0,9      |
| Boulogne-Billancourt-sud | 0,7    | 37,8     | 0,3       | 0,3   | 41,2  | 0,3     | 5,5    | 12,2 | 1,7      |
| Meudon-nord-est          | 0,6    | 34,4     | 0         | 0     | 42,9  | 0,2     | 6,1    | 14,5 | 1,4      |

| Localité                 | NFP      | ENS   |
| Localité                 | Soubelet | Attal |
| ------------------------ | -------- | ----- |
| Localité                 |          |       |
| Total                    | 41,8     | 58,2  |
| Issy-les-Moulineaux      | 38,4     | 61,6  |
| Vanves                   | 47,7     | 52,3  |
| Boulogne-Billancourt-sud | 45,8     | 54,2  |
| Meudon-nord-est          | 41,1     | 58,9  |